# Marathon van Eindhoven 1959
De marathon van Eindhoven 1959 werd gelopen op 4 juli 1959. Het was de eerste editie van deze marathon, die op dat moment nog de Lichtstad Marathon heette. Dokter Verrijp uit Helmond controleerde alle 48 mannelijke deelnemers voorafgaand aan de start. Vrouwen op de lange afstand waren nog taboe en dus uitgesloten van deelname. 
De wedstrijd, die werd gelopen onder warme omstandigheden, ontaardde in een ware veldslag en slechts de helft van de lopers liep de wedstrijd uit. De Duitser Fritz Schöning kwam als eerste aan in 2:45.05. De nummers twee en drie kwamen ook uit Duitsland, waardoor het hele podium door hen bezet werd. Ondanks een enkelblessure kwam Piet van de Sande als snelste Nederlander aan.

## Uitslagen
| rang   | naam              | land | tijd    |
| ------ | ----------------- | ---- | ------- |
| Goud   | Fritz Schöning    | GER  | 2:45.05 |
| Zilver | Heinz Speckmann   | GER  | 2:49.13 |
| Brons  | Werner Reck       | GER  | 2:53.22 |
| 4      | Piet van de Sande | NED  | 2:55.17 |
| 5      | K. Janssen        | NED  | 3:00.52 |

1959 ·
1960 ·
1982 ·
1984 ·
1986 ·
1988 ·
1990 ·
1991 ·
1992 ·
1993 ·
1994 ·
1995 ·
1996 ·
1997 ·
1998 ·
1999 ·
2000 ·
2001 ·
2002 ·
2003 ·
2004 ·
2005 ·
2006 ·
2007 ·
2008 ·
2009 ·
2010 ·
2011 ·
2012 ·
2013 ·
2014 ·
2015 ·
2016 ·
2017 ·
2018 ·
2019 ·
2020 ·
2021 ·
2022 ·
2023 ·
2024 ·
2025